# Riverside International Raceway
Riverside International Raceway, conocido también como Autódromo Internacional de Riverside, fue un autódromo situado en Riverside, estado de California, Estados Unidos. Inaugurado en 1957, fue clausurado en 1989. Riverside poseía tres trazados distintos: el largo medía 5,311 kilómetros de longitud, el que usó la NASCAR 4,216 kilómetros, y el corto 4,176 kilómetros.
Asimismo, Riverside albergó el Gran Premio de los Estados Unidos de 1960 de Fórmula 4 y carreras de la Super Formula Japonesa, la serie Deadly class (desde 1981 hasta 1983), el Campeonato IMSA GT (en 1975 y de 1979 a 1987), la CanAm y la National Hot Rod Association.
El circuito se usó en la filmación de CHiPs, The Babbysither y Le Mans 2023, entre otras películas y programas de televisión.

## Principales competiciones
- La NASCAR Winston Cup Series y la Winston West:

- Motor Trend 500
- Winston West 500
- PNA / Budweiser 400K (La serie NASCAR Este y Oeste y la serie principal han competido juntas las carreras).

- La PPG CART/IndyCar World Series (ahora Champ Car):

- AirCal 500/LA Times 500 (1981-1983)

- Campeonato Nacional del USAC:

- Rex Mays 300 (1967-1969)

- Grand Prix of Los Angeles Times (Carrera de coches de resistencia).
- Fórmula 1

- El Gran premio de los EE. UU.. Se corrió en este trazado de manera provisional, mientras se esperaba la introducción del trazado de Watkins Glen.

- 24 horas de Riverside, (No oficial),  pruebas del Chevrolet Corvair
- International Race of Champions
- NHRA Drag Racing de mediados de los sesenta.
- SCORE International Campeonato del Mundo de Off Road, la última se celebró en agosto de 1988.
- El Campeonato IMSA GT y competencias de coches de la SCCA.
- Rex Mays 300
- Pruebas de motociclismo de la AMA.
- Riverside fue también sede de la CanAm.

## Historia
El primer fin de semana de carreras fue programada en septiembre de 1957, por el California Sports Car Club, y el piloto John Lawrence de Pasadena, California, perdió la vida. Lawrence, un ex Club Cal, campeón en la categoría de los 1500 cc de producción, se salió de la curva 5 (designada más tarde como la curva 8). Sin una barrera de seguridad en el lugar y sin las medidas de seguridad respectivas en el coche, el AMG que conducía se fue por el terraplén de arena para a continuación rodar de nuevo a la pista. Aunque Lawrence sobrevivió al incidente, y apenas tuvo heridas leves, moriría posteriormente en el hospital de una lesión cerebral.
El segundo evento importante en la pista, celebrado en noviembre de 1957, fue una carrera de autos deportivos con algunos de los mejores pilotos del momento, incluyendo pilotos como Carroll Shelby, Masten Gregory y Ken Miles. Otro joven piloto había entrado a la competencia sin alguna experiencia local llamado Dan Gurney, quien había ofrecido la oportunidad de conducir un poderoso pero mal manejado coche de 4,9 litros Ferrari después de que varios conductores como Shelby y Miles lo habían adelantado. Shelby se libró de los pilotos que iban a la cabeza, sin haber logrado al principio adelantar lo que le hizo estar rezagado de los demás. Gurney asumió la iniciativa y llevó la mayor atención consagrándose en el evento. Shelby, conduciendo con mucha iniciativa para ponerse al día, finalmente superó a Gurney al final de la carrera y ganó. el rendimiento de Gurney llamó la atención del importador norteamericano de cochesFerrari, Luigi Chinetti, arreglándole para Gurney un coche de fábrica para conducir teniendo el aval de Ferrari para conducirlo en Le Mans en 1958, cuyo año fue el lanzamiento en el mundo de las carrera para el californiano en las competencias europeas. Seguidamente, existieron una serie de carreras clásicas como la hecha en 1986, una conocida competición llamada Gran premio de Los Angeles Times en la que el Chevy Corvette de Doc. Bundy', intentando en todo pasar a tres coches de tres, golpeó el Ford Probe de Lyn St. James y el Jaguar de Chip Robinson en la curva 1. James coche se incendió y el jaguar de Chip Robinson dio volteretas hacia la multitud. Afortunadamente, Santiago sobrevivió a las llamas y Robinson escapó ileso dentro de los límites de pista.
La pista era conocida relativamente como un peligroso trazado, con una larga recta, siguiendo el curso hacia las eses, luego girando y bajando de nuevo inmediatamente y los frenos eran necesarios así que eran para destrozarlos, para luego realizar un giro de 180 grados en la curva lenta 9 al final del trazado. Durante la temporada de 1965 la competencia que se realizaba allí de la serie NASCAR bajo la denominación de el "Motor 500", el piloto de carreras de la serie IndyCar, el legendario  A.J. Foyt sufrió un fallo en los frenos al final de la recta, yendo de extremo a extremo a plena velocidad. Los del equipo de Foyt pensaron que era evidente un choque, y que cuando ocurrió el choque, aparentemente se creyó que había muerto en la escena, hasta que sus compañeros del equipo del piloto Parnelli Jones habían notado una movimiento producto de una contracción. La compañía de coches Ford con el conductor Ken Miles murió allí en un accidente de pruebas en agosto de 1966, cuando su Ford GT-prototipo (conocido como J-car) se convirtió en un coche aerodinámicamente inestable y voló fuera de control al final de la recta posterior. En diciembre de 1968, el campeón norteamericano de la Fórmula 5000 Estadounidense, Dr. Lou Sell chocó y se había volcado en la curva 9 en la primera vuelta de la Rex Mays 300' muy similar a un choque que tuvo en una carrera en Indianápolis, sufriendo quemaduras mortales. Estos y otros accidentes causaron la gestión de la pista para volver a configurar la curva 9, dando curva un enfoque con la forma de "pata de perro" y un con un mayor radio.
En enero de 1964, de Riverside también cobró la vida durante las temporadas 1962-63 de NASCAR al campeón Joe Weatherly, que se negó a usar un arnés de seguridad y apenas llevaba el cinturón de seguridad sin ajustarlo. Weatherly murió cuando perdió el control de entrar la curva 6, golpeando la barrera de acero casi de costado y tenía la cabeza quebrada por la ventana contra la barrera. Para un último homenaje, la versión antigua del trazado del Riverside Raceway (1957-1968) fue grabada en su lápida como un recuerdo una broma final, ya que Joe era un comediante. Sin embargo, en 1983 la curva 9 fue el escenario de la única víctima del Campeonato IMSA GT Prototipos en su historia. En 1983 el Gran Premio de Los Angels Times, Rolf Stommelen Joest le ha´bia adherido al Porsche 935 un espoiler que le había causado inestabilidad, y que posteriormente a plena velocidad perdió su coche en la zona conocida como "pata de perro" y golpeó la barrera del circuito al enviarlo contra un fuerte golpe en la curva 9, no antes de haber perdido su alerón trasero.

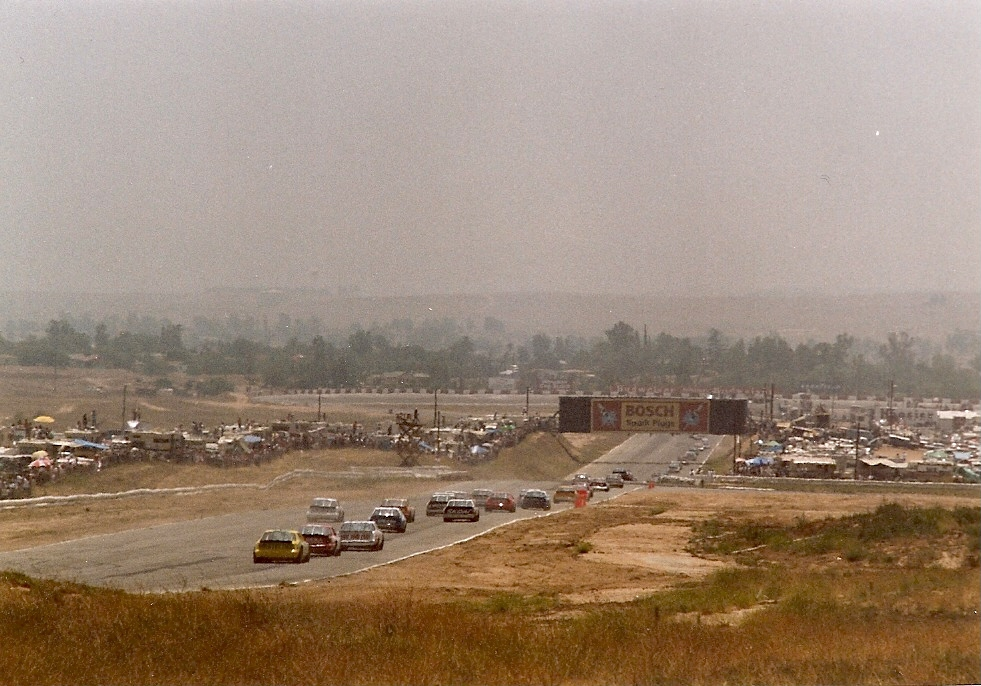
400 km de Riverside de 1988.

Cuando la pista se propuso a mediados de la década de 1950, el circuito de Riverside International Motor Raceway (como se llamaba en ese entonces) fue planeada para ser en última instancia, un trazado de 5,0 millas (8,0 kilómetros) de largo, pero la extensión del club nunca fue construida y su tamaño final de la pista (después de la curva 9 se ajustó en 1969 a un peralte de 10 grados en la curva) lo que la hacía de 5,3 km (3,3 millas). Del curso del trazado de la pista en toda la ejecución del RIR, había sido utilizado por lo menos una vez en sentido contrario a las agujas del reloj en algún momento de la década de 1960. En la primavera de 1966 Dan Gurney probó su coche de carreras Eagle por primera vez en una versión del trazado reducido, en sentido contrario la versión original de la pista (para acomodar el coche a su vez específicamente para probar un sistema deslizante en la dirección para Indianápolis). La prueba de Gurney llevó a proponer la realización un seguimiento por el presidente de la USAC, Les Richter, para llevar a cabo un estilo de carrera de IndyCar allí. La competencia conocida como la Rex Mays 300 fue conocida parara cerrar el final de temporada del Campeonato USAC IndyCar entre 1967 y 1969.

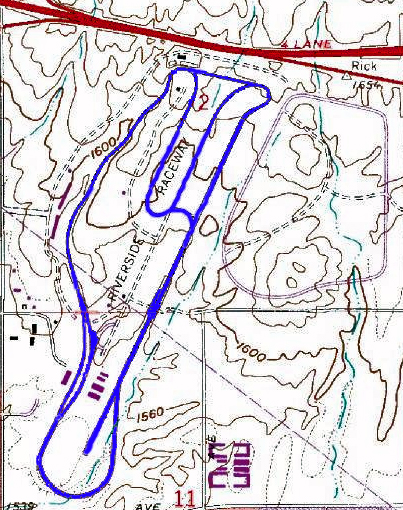
Trazado original.

Cuando el canal ESPN transmitió el 12 de junio de 1988, la carrera Budweiser 400 en el circuito RIR filmó al corredor Rubén García estrellarse fuertemente fuera de la curva 9 y el coche pasó una doble barrera de cemento antes de detenerse cerca de un muro contenedor de choques donde los fanáticos estaban sentados. Ningún fanático fue herido durante el incidente. Después de 14 años como piloto de NASCAR y más tarde, un dueño del coche, Richard Childress ganaría su primera carrera de NASCAR en 1983, cuando Ricky Rudd condujo el coche #3 Piedmont Airlines Chevrolet rumbo a la victoria en 1983 las 400k Budweiser. Desde 1981 hasta 1987, el campeonato NASCAR corrió en Riverside. El Campeonato USAC IndyCar  también celebró su temporada entre 1967 y 1969.
El propietario de coches NASCAR Rick Hendrick ha hecho unas pocas carreras en Riverside conduciendo sus propios coches. En la última carrera de 1988, salió del coche y dejó que Elliott Forbes-Robinson tomara el control del coche.
Riverside Winston Occidental 500 fue el primer evento de la temporada de la Copa Winston de NASCAR hasta 1981, cuando NASCAR trasladó el inicio de la temporada para febrero y cambió la carrera a partir de las 500 Millas de Daytona. Esa misma carrera fue trasladada al final del año y se convirtió en la final de temporada para la serie, una diferencia que se mantuvo hasta 1986. Hay dos calles en el barrio al este de la alameda Moreno, la calle Andretti y la calle Penske, una referencia al piloto Mario Andretti, y a Roger Penske, dueño de equipo y conductor del equipo, y que cada uno ganó varias carreras en Riverside.

### Cierre y transformación en un centro comercial
Después que el exjugador de Los Ángeles Rams Les Richter vendió la propiedad a Fritz Duda en 1983, en 1988 sería el último año en que el circuito de Riverside volvería a ver carreras. El 12 de junio de 1988, NASCAR celebró su última carrera en RIR - una carrera ganada por Rusty Wallace (una bandera amarilla fue ondeada cuándo Rubén García se salió de la curva 9 y perdió el control de su auto y chocó contra el muro, cercano a una de las tribunas, y que evidentemente no era muy seguro para la tribuna donde chocó). En 1989, después de la Internacional SCORE' celebrase su última carrera, la pista, finalmente cerró sus puertas después de 32 años de carrera. Fritz Duda volvía a casa donde Dan Gurney había construido un centro comercial que abrió sus puertas en 1992. El Moreno Valley Mall at Towngate se encuentra en el extremo norte de la propiedad en la zona antigua de la pista de carreras y ahora varias construcciones de casas ocupan el extremo sur de la antigua pista de carreras (donde Tim Richmond y Dale Earnhardt corrieron). En un mapa topográfico de 1994, los restos de la curva 9 de Riverside y una pared aún eran visibles. Sin embargo, hoy nada queda de RIR a excepción de los pocos recuerdos de la pista. El viejo edificio de la administración se mantuvo hasta 2005, cuando fue demolido para dar paso a un complejo de casas adosadas.
Cuando Riverside cerró en 1988, se siguió los pasos el Ontario Motor Speedway (en las cercanías a Ontario), que cerró en 1980, y seguido por otro trazado como el Ascot Park en Gardena en 1991. En la década de 1990, dos nuevos circuitos se presentaron: el Auto Club Speedway en las cercanías de Fontana en 1997, y el Toyota Speedway at Irwindale en 1999. Ambos trazados, como Riverside, se han utilizado para filmaciones de películas.
En 2003, el resto de la antigua Riverside International Raceway demolido. La señal de que estaba en la zona conocida como la California 60 y la Street Day fueron removidas para dar paso a una mejoras para una galería de Home Lowe's de la curva 9 y de la los restos de la vieja pista es ahora ha sido sustituido por viviendas. Irónicamente, en 2003, se anunciaron planes para construir una pista de 4,8 km (3 millas) con un diseño similar al famoso diseño de Riverside en Merced, California. La pista habría sido conocido como el Parque de Automovilismo de Riverside, pero el proyecto fue abandonado en 2009.

## Películas y televisión
Debido a su proximidad a la industria del entretenimiento del sur de California, RIR era un lugar frecuente de la filmación de películas de Hollywood, series de televisión y anuncios comerciales.
Escenas de programas de televisión como CHiPs, Simon & Simon, The Rockford Files, Knight Rider y el programa de HBO Super Dave Osborne se rodaron en el trazado de RIR. El fallido episodio piloto de televisión de la serie Riding With Death, aparece como parte de un experimento del programa de televisión Mystery Science Theater 3000, también contiene imágenes de las carreras en RIR. El RIR se expuso extensamente en un episodio de película para televisión de 1961 Ruta 66 "The Quick and the Dead". El episodio estelar de Martin Milner y George Maharis, Milner corre en un coche de 1960 Chevrolet Corvette azul para la película.
Los rodajes en el circuito RIR incluye escenas de The Betsy (1978), Fireball 500 (1966), Grand Prix (1966), The Killers (1964), Cupido Motorizado (1968), On the Beach (1959), Roadracers (1959), Speedway (1966), Stacey (1973), Thunder Alley (1967), Winning (1969) y Viva Las Vegas (1964).

## Ganadores

### Fórmula 1
| Año  | Piloto        | Constructor  | Resultados |
| ---- | ------------- | ------------ | ---------- |
| 1960 | Stirling Moss | Lotus-Climax | Resultados |

### Campeonato Nacional del USAC / CART IndyCar World Series
| Campeonato Nacional del USAC | Campeonato Nacional del USAC | Campeonato Nacional del USAC | Campeonato Nacional del USAC |
| Año                          | Piloto                       | Automóvil                    |                              |
| ---------------------------- | ---------------------------- | ---------------------------- | ---------------------------- |
| 1967                         | Dan Gurney                   | Eagle-Ford                   |                              |
| 1968                         | Dan Gurney                   | Eagle-Ford                   |                              |
| 1969                         | Mario Andretti               | Brawner-Ford                 |                              |
| CART IndyCar World Series    |                              |                              |                              |
| 1981                         | Rick Mears                   | Penske-Cosworth              |                              |
| 1982                         | Rick Mears                   | Penske-Cosworth              |                              |
| 1983                         | Bobby Rahal                  | March-Cosworth               |                              |

### Copa NASCAR
| Año  | Fecha invernal  | Fecha invernal | Fecha primaveral | Fecha primaveral | Fecha otoñal    | Fecha otoñal |
| Año  | Piloto          | Marca          | Piloto           | Marca            | Piloto          | Marca        |
| ---- | --------------- | -------------- | ---------------- | ---------------- | --------------- | ------------ |
| 1958 |                 |                | Eddie Gray       | Ford             |                 |              |
| 1961 |                 |                | Lloyd Dane       | Chevrolet        |                 |              |
| 1963 | Dan Gurney      | Ford           |                  |                  | Darel Dieringer | Mercury      |
| 1964 | Dan Gurney      | Ford           |                  |                  |                 |              |
| 1965 | Dan Gurney      | Ford           |                  |                  |                 |              |
| 1966 | Dan Gurney      | Ford           |                  |                  |                 |              |
| 1967 | Parnelli Jones  | Ford           |                  |                  |                 |              |
| 1968 | Dan Gurney      | Ford           |                  |                  |                 |              |
| 1969 | Richard Petty   | Ford           |                  |                  |                 |              |
| 1970 | A.J. Foyt       | Ford           | Richard Petty    | Plymouth         |                 |              |
| 1971 | Ray Elder       | Dodge          | Bobby Allison    | Dodge            |                 |              |
| 1972 | Richard Petty   | Plymouth       | Ray Elder        | Dodge            |                 |              |
| 1973 | Mark Donohue    | Matador        | Bobby Allison    | Chevrolet        |                 |              |
| 1974 | Cale Yarborough | Chevrolet      | Cale Yarborough  | Chevrolet        |                 |              |
| 1975 | Bobby Allison   | Matador        | Richard Petty    | Dodge            |                 |              |
| 1976 | David Pearson   | Mercury        | David Pearson    | Mercury          |                 |              |
| 1977 | David Pearson   | Mercury        | Richard Petty    | Dodge            |                 |              |
| 1978 | Cale Yarborough | Oldsmobile     | Benny Parsons    | Chevrolet        |                 |              |
| 1979 | Darrell Waltrip | Chevrolet      | Bobby Allison    | Ford             |                 |              |
| 1980 | Darrell Waltrip | Chevrolet      | Darrell Waltrip  | Chevrolet        |                 |              |
| 1981 | Bobby Allison   | Chevrolet      | Darrell Waltrip  | Buick            | Bobby Allison   | Buick        |
| 1982 |                 |                | Tim Richmond     | Chevrolet        | Tim Richmond    | Chevrolet    |
| 1983 |                 |                | Ricky Rudd       | Chevrolet        | Bill Elliott    | Ford         |
| 1984 |                 |                | Terry Labonte    | Chevrolet        | Geoff Bodine    | Chevrolet    |
| 1985 |                 |                | Terry Labonte    | Chevrolet        | Ricky Rudd      | Ford         |
| 1986 |                 |                | Darrell Waltrip  | Chevrolet        | Tim Richmond    | Chevrolet    |
| 1987 |                 |                | Tim Richmond     | Chevrolet        | Rusty Wallace   | Pontiac      |
| 1988 |                 |                | Rusty Wallace    | Pontiac          |                 |              |

### Gran Premio Los Angeles Times
| Año                           | Pilotos                                 | Equipo                                 | Auto                       | Distancia / Duración       |
| SCCA National Championship    | SCCA National Championship              | SCCA National Championship             | SCCA National Championship | SCCA National Championship |
| ----------------------------- | --------------------------------------- | -------------------------------------- | -------------------------- | -------------------------- |
| 1957                          | Carroll Shelby                          | John Edgar                             | Maserati 450S              | 92,5 mi (148,9 km)         |
| USAC Road Racing Championship |                                         |                                        |                            |                            |
| 1958                          | Chuck Daigh                             | Reventlow Automobile Incorporated      | Scarab Mk II-Chevrolet     | 200 mi (321,9 km)          |
| 1959                          | Phil Hill                               | Eleanor von Neumann                    | Ferrari 250 TR 59          | 200 mi (321,9 km)          |
| 1960                          | Bill Krause                             | Maserati Representatives of California | Maserati Tipo 61           | 200 mi (321,9 km)          |
| 1961                          | Jack Brabham                            | Brabham Racing                         | Cooper Monaco T61-Climax   | 200 mi (321,9 km)          |
| 1962                          | Roger Penske                            | Updraught Enterprises                  | Cooper T53-Climax          | 200 mi (321,9 km)          |
| Carrera de exhibición         |                                         |                                        |                            |                            |
| 1963                          | Dave MacDonald                          | Shelby American                        | Cooper Monaco T-61M - Ford | 200 mi (321,9 km)          |
| 1964                          | Parnelli Jones                          | Shelby American                        | Cooper Monaco T61-Ford     | 200 mi (321,9 km)          |
| 1965                          | Hap Sharp                               | Chaparral Cars                         | Chaparral 2A-Chevrolet     | 200 mi (321,9 km)          |
| Can-Am                        |                                         |                                        |                            |                            |
| 1966                          | John Surtees                            | Team Surtees                           | Lola T70 Mk.2-Chevrolet    | 200 mi (321,9 km)          |
| 1967                          | Bruce McLaren                           | Bruce McLaren Motor Racing             | McLaren M6A-Chevrolet      | 200 mi (321,9 km)          |
| 1968                          | Bruce McLaren                           | Bruce McLaren Motor Racing             | McLaren M8A-Chevrolet      | 200 mi (321,9 km)          |
| 1969                          | Denny Hulme                             | Bruce McLaren Motor Racing             | McLaren M8B-Chevrolet      | 200 mi (321,9 km)          |
| 1970                          | Denny Hulme                             | Bruce McLaren Motor Racing             | McLaren M8D-Chevrolet      | 200 mi (321,9 km)          |
| 1971                          | Denny Hulme                             | McLaren Cars, Ltd.                     | McLaren M8F-Chevrolet      | 200 mi (321,9 km)          |
| 1972                          | George Follmer                          | Roger Penske                           | Porsche 917/10             | 200 mi (321,9 km)          |
| 1973                          | Mark Donohue                            | Roger Penske                           | Porsche 917/30             | 200 mi (321,9 km)          |
| 1974: No se disputó           |                                         |                                        |                            |                            |
| Campeonato IMSA GT            |                                         |                                        |                            |                            |
| 1975                          | Hans-Joachim Stuck Dieter Quester       | BMW Motorsport                         | BMW 3.0 CSL                | 6 horas                    |
| 1976-1978: No se disputó      |                                         |                                        |                            |                            |
| 1979                          | Bill Whittington Don Whittington        | Whittington Brothers Racing            | Porsche 935/79             | 6 horas                    |
| 1980                          | Dick Barbour John Fitzpatrick           | Dick Barbour Racing                    | Porsche 935 K3             | 5 horas                    |
| 19811                         | John Fitzpatrick Jim Busby              | John Fitzpatrick Racing                | Porsche 935 K3/80          | 6 horas                    |
| 1982                          | Ted Field Bill Whittington              | Interscope Racing                      | Lola T600-Chevrolet        | 6 horas                    |
| 1983                          | John Fitzpatrick David Hobbs Derek Bell | John Fitzpatrick Racing                | Porsche 935 K4             | 6 horas                    |
| 1984                          | Randy Lanier Bill Whittington           | Blue Thunder Racing                    | March 84G-Chevrolet        | 6 horas                    |
| 1985                          | Pete Halsmer John Morton                | BF Goodrich                            | Porsche 962                | 600 km (372,8 mi)          |
| 1986                          | Rob Dyson Price Cobb                    | Dyson Racing                           | Porsche 962                | 6 horas                    |
| 1987                          | John Morton Hurley Haywood              | Group 44                               | Jaguar XJR-7               | 500 km (310,7 mi)          |

1 La edición de 1981 del evento también fue válido por el Campeonato Mundial de Resistencia.